# 片山菊江
片山 菊江（かたやま きくえ、1894年〈明治27年〉 - 1985年〈昭和60年〉7月14日）は、日本の第46代内閣総理大臣である片山哲の妻（内閣総理大臣夫人）。愛知県出身。

## 経歴
1894年（明治27年）、愛知県の清水徳太郎の長女として生まれる。岡崎高等女学校（現在の愛知県立岡崎北高等学校）を卒業。1913年（大正2年）に片山哲と結婚。哲の間には2男3女を儲けている。
1977年（昭和52年）12月、日中平和友好条約の締結を求めた片山哲の書簡を携え、当時の福田赳夫総理と会見に出た。1980年（昭和55年）には来日した華国鋒主席から、日中友好の功労者の遺族ということで招かれている。
1985年（昭和60年）7月14日、急性白血病のため東京都目黒区の国立東京第二病院（現・国立病院機構東京医療センター）で死去。90歳没。